# Grzegorz Majcherek
Grzegorz Majcherek (ur. 1957) – polski archeolog, profesor Uniwersytetu Warszawskiego.
Specjalista w dziedzinie archeologii klasycznej, przede wszystkim Egiptu w okresie rzymskim. Należy do grona wiodących badaczy ceramiki antycznej. Zajmuje się badaniem amfor z okresu rzymskiego i bizantyjskiego, zagadnieniami ich produkcji oraz dystrybucji i wynikających z niej powiązań handlowych na obszarze śródziemnomorskim. Jego zainteresowania badawcze obejmują również architekturę miejską ośrodków kultury antycznej Egiptu i Bliskiego Wschodu i studia nad jej przemianami u schyłku starożytności.
Kieruje sztandarowymi badaniami Centrum Archeologii Śródziemnomorskiej UW w Egipcie i na Bliskim Wschodzie: od 2002 roku Polsko-Egipską Ekspedycją Archeologiczno-Konserwatorską na Kom el-Dikka w Aleksandrii, a od 2010 roku Polską Ekspedycją Archeologiczną w Palmyrze w Syrii. W 2009 otrzymał Krzyż Kawalerski Orderu Odrodzenia Polski nadany przez Prezydenta RP, za wybitne osiągnięcia naukowe oraz wkład w budowę polsko-egipskiej współpracy naukowej. Podczas kierowanych przez niego badań w Aleksandrii odsłonięto między innymi zespół audytoriów z VI wieku, obejmujący 22 sale położone wzdłuż monumentalnego portyku, kompleks zyskał miano "najstarszego uniwersytetu na świecie".

## Życiorys
Od 1992 roku karierę naukową realizuje w Centrum Archeologii Śródziemnomorskiej UW, jako asystent, adiunkt, a następnie profesor uczelni. Przez ponad 10 lat pełnił funkcję zastępcy dyrektora tej instytucji.
W 1981 roku ukończył archeologię śródziemnomorską w Instytucie Archeologii UW, a w 1993 obronił na Wydziale Historycznym UW rozprawę doktorską „Amfory rzymskie i bizantyńskie z Aleksandrii”, przygotowaną pod kierunkiem prof. Michała Gawlikowskiego. Stopień doktora habilitowanego uzyskał w 2020 roku na podstawie cyklu publikacji "Alexandrea ad Mare Nostrum. Archeologia rzymskiej metropolii". W 2024 został profesorem Uniwersytetu Warszawskiego.

## Stanowiska i funkcje
- od 1992 asystent, adiunkt, profesor uczelni w Centrum Archeologii Śródziemnomorskiej UW[1]
- 2001–2012 zastępca dyrektora Centrum Archeologii Śródziemnomorskiej UW[1]
- od 2010 redaktor prowadzący czasopisma i serii wydawniczej Studia Palmyreńskie[7]
- od 2018 redaktor tematyczny (ceramologia) Polish Archaeology in the Mediterranean[8]
- 2019–2022 członek Rady Naukowej Dyscypliny Archeologia na UW, w latach 2019–2020 zastępca przewodniczącego[9]
- członek komitetu wydawniczego serii Warsaw Studies in Archaeology (WSA), wydawanego przez Brepols Publishers[10]

## Publikacje
Autor około 90 publikacji naukowych (monografie, rozdziały, artykuły w czasopismach naukowych).

### Najważniejsze publikacje poświęcone architekturze Aleksandrii (m.in. audytoriom)
- G. Majcherek, Streets and houses of Roman Alexandria revisited, Antiquity, vol. 95/379 (2021), 1-8;
- G.Majcherek, “University” in Late-Antique Alexandria, G. Gabra, H.N. Takla (eds) Christianity and Monasticism in Alexandria and the Egyptian Deserts, Eighth international Symposium of Saint Mark Foundation, Cairo, New York: AUC Press 2020, 313-326;
- G.Majcherek, Survival or Revival? Urban and Architectural Change in Post-Classical Alexandria. In G. Bąkowska-Czerner, R.Czerner (eds), Greco-Roman Cities at the Cross- Roads of Cultures. Oxford: Archeopress, 2019, 144-161;
- G.Majcherek, Aleksandryjska akademia, w: G.Majcherek, R.Kucharczyk, W.Kołątaj, F.Pawlicki (eds.) Starożytna Aleksandria. Polskie badania archeologiczne i prace konserwatorskie na Kom el-Dikka., Warszawa: PCMA UW, 2012, 55-92;
- G.Majcherek, The auditoria on Kom el-Dikka. A glimpse of Late Antique Education in Alexandria. Proceedings of the Twenty-Fifth International Congress of Papyrology, An Arbor 2007. American Studies in Papyrology (Ann Arbor 2010), 471-484;
- G.Majcherek, Academic Life of Late Antique Alexandria: View from the Field, w: M El-Abbadi, O.M.Fathallah (eds.) What happened to 11 the Ancient Library of Alexandria?, (Brill 2008), 191-206;
- G.Majcherek, The Late Roman auditoria of Alexandria: An Archaeological Overview, w: T.Derda, T.Markiewicz, E.Wipszycka eds. Alexandria, Auditoria of Kom el-Dikka and Late Antique Education (=Journal of Juristic Papyrology Supplements, Warsaw 2007), 11-50;
- G.Majcherek, W.Kołątaj, E.Parandowska, Villa of the Birds. The Excavation and Preservation of the Kom el-Dikka Mosaics, (The American University Press, Cairo-New York 2007);
- G.Majcherek, Houses of Alexandria: Some aspects of Architectural Development in the Roman Period, w: K.Galor, T.Waliszewski (eds.) From Antioch to Alexandria. Recent studies in Domestic Architecture, Warsaw 2007, 201-207;
- G.Majcherek, Mosaic Floors from Roman triclinia in Alexandria, Egyptology at the Dawn of the Twenty-First Century, 2002, 319-327;
- Z.Kiss Zsolt, G.Majcherek, G. Meyza, H. Rysiewski, H. Tkaczow, B. - Alexandrie VII. Fouilles polonaise a Kom el-Dikka (1986-87)(Varsovie 2000).

### Najważniejsze publikacje poświęcone amforom rzymskim
- G. Majcherek 2019, Filling the gap: Mediterranean amphorae in late antique Palmyra, Syria 96, 395-418;
- G.Majcherek 2017, North African amphorae in the East: a view from Alexandria, HEROM Journal, 6.2, 205-234;
- G.Majcherek, The Pottery Assemblage from the Bath and Saqiya, in H.Szymańska, K.Babraj, Byzantine Marea: excavations in 2000-2003 and 2006, (Cracow 2008), pp.105-127;
- G.Majcherek, Aegean and Asia Minor Amphorae from Marina el-Alamein, Cahiers de la Céramique Ēgyptienne 8 (IFAO, Le Caire 2007), 9-32;
- G.Majcherek, A.Taha 2004, Roman and Byzantine layers at Umm el-Tlel: ceramics and other finds, Syria 81, 229-248;
- G.Majcherek 2004, Alexandria’s long-distance trade in Late Antiquity – the amphora evidence, Transport Amphorae and Trade in the Eastern Mediterranean, 239-250;
- G.Majcherek 1995, Gazan Amphorae: Typology Reconsidered, w: Hellenistic and Roman Pottery in the Eastern Mediterranean (Advances in Scientific Studies), 163-178;
- G. Majcherek, A.Taha 1993, A selection of Roman and Byzantine pottery from Umm el-Tlel (Syria), Cahiers de l`Euphrate 7, 107-117;
- G. Majcherek 1992, The late Roman ceramics from sector "G" Alexandria 5 1986-87, ÉT XVI, 81-117.
- G. Majcherek 1991, Excavations at Kom el-Dikka in Alexandria 1989-90. Pottery Research, Bulletin de Liaison du GIÉCÉ, vol. XV, 1-3;
- G. Majcherek 1991, Tell el-Haraby. A newly discovered kiln-site, Bulletin de Liaison du GIÉCÉ, vol.XV, 5-7; G.Majcherek, A. el-Shennawi 1992, Research on amphorae production on the nortwestern coast of Egypt. CCÉ 3, 129-136.